# Limosina propecaeca
Limosina propecaeca är en tvåvingeart som först beskrevs av Richards 1966.  Limosina propecaeca ingår i släktet Limosina och familjen hoppflugor.
Artens utbredningsområde är Kongo. Inga underarter finns listade i Catalogue of Life.